# 古河市立古河第三中学校
古河市立古河第三中学校（こがしりつ こがだいさんちゅうがっこう）は、茨城県古河市下山町にある公立中学校。略称は古河三中（こがさんちゅう）、三中（さんちゅう）。

## 概要
下山町の向堀川沿いに位置する中学校である。2023年度の生徒数は427人で、各学年は4クラス編成となっている。ここ十数年は増加傾向にあり、10年前（2013年度）からは約100人増加している。
校歌は1989年に制定され、伊藤桂一が作詞し、髙田三郎が作曲した。歌は3番まであり、各番は「古河 古河第三中学校」で締めくくる。
校地西側の外柵には、高さ約1.4メートル、幅120メートルにおよぶ生け垣がある。生け垣にはツツジが植えられており、毎年様々な色の花を咲かせている。

## 沿革
- 1984年（昭和59年）
  - 4月 - 古河市立古河第三中学校として開校[3]。
  - 校章を制定[3]。
  - 7月 - 体育館とプールを落成[1][3]。
- 1985年（昭和60年） - 6月18日を創立記念日に制定[3]。
- 1989年（平成元年） - 校歌を制定。校歌碑を建立。コンピュータ教室を設置[3]。
- 1991年（平成3年） - さわやかクリーン活動が、県教育長より表彰[3]。
- 1992年（平成4年） - 校則を大幅改正（頭髪自由化など）[3]。
- 2003年（平成15年） - 2学期制に移行[3]。
- 2004年（平成16年） - ビオトープを設置。文部科学省より「伝え合う力を養う調査研究校」に指定[3]。
- 2005年（平成17年） - 茨城県より「運動部活動推進モデル校」に指定[3]。
- 2010年（平成22年） - 自転車通学を解禁[3]。

## 教育目標
出典：

## 部活動

### 運動部
- 野球部
- サッカー部 - 1998年の県ジュニアサッカー大会では準優勝している[3]。
- 男子ソフトテニス部
- 女子ソフトテニス部
- 男子バドミントン部
- 女子バドミントン部
- 女子バレーボール部 - 開校後すぐの1984年には、茨城県総合体育大会で優勝を果たし、関東大会と全国大会へ出場した[3]。
- 女子バスケット部
- 男子卓球部
- 女子卓球部
- 柔道部

### 文化部
- 吹奏楽部 - 1987年と1989年の茨城県吹奏楽コンクールでは金賞を獲得し、1997年には東関東大会でも金賞を獲得している。また、1992年と1994年には関東吹奏楽コンクールに出場し、銅賞と銀賞をそれぞれ獲得している[3]。
- 美術部
- 生活クラブ

出典：

### 廃止した部
- 男子バレーボール部 - 1985年、茨城県総合体育大会にて準優勝している[3]。

## 施設概要
主な施設。面積は延床面積を記載。
- 校舎（5,235 m2） - 1984年竣工の鉄筋コンクリート造3階建て。普通教室、管理、特別教室ゾーンに分かれている[9]。
- 体育館（1,447 m2[1]） - 1984年竣工の鉄筋コンクリート造平屋建て[3][1]
- 柔道場（261 m2） - 1984年竣工の鉄骨造平屋建て[9]
- プール - 1984年竣工の繊維強化プラスチック製[1]
- 校庭
- テニスコート

## 学区
八幡町、七軒町、昭和町、末広町、南下山町、旭町、下山1・2丁目、下三、住吉町、ヴェルシィ古河、友愛コーポ及びアイディコート古河の各自治体ならびに大堤（本田・三軒及び栄町）行政区及びみずきの街行政区の区域。

## 進学前小学校
- 古河市立古河第二小学校（古河市本町）
- 古河市立古河第三小学校（古河市旭町）
- 古河市立上辺見小学校（古河市上辺見）

出典：

## アクセス

### バス
- 「古河三中前」バス停（JRバス関東・ぐるりん号）から徒歩すぐ

## 周辺
- 古河赤十字病院
- 陸上自衛隊古河駐屯地
- イオン古河店
- 茨城県立古河第一高等学校

## 著名な出身者
- 仁志敏久 - プロ野球選手・野球指導者[11]